# Gilmore Schjeldahl
Gilmore Tilmen Schjeldahl (Esmond, 1º giugno 1912 – Lenox, 10 marzo 2002) è stato un imprenditore, inventore in materie plastiche, adesivi e circuiti statunitense. Ha ricevuto 16 brevetti negli Stati Uniti d'America ed è conosciuto per aver inventato i sacchetti di carta rivestiti di plastica per il mal d'aria in uso sugli aerei ed il primo satellite artificiale per telecomunicazioni.